# أنيفرولوماب
أنيفرولوماب (Anifrolumab)، الذي يُباع تحت الإسم التجاري سافنيلو(Saphnelo)، هو دواء يستخدم لعلاج الذئبة الحمامية الجهازية (SLE).  على وجه التحديد للحالات المتوسطة إلى الشديدة التي لا يمكن السيطرة عليها عن طريق العلاجات المعتادة.  و يعطى عن طريق الحقن في الوريد. 
الآثار الجانبية الأكثر شيوعا لهذا العقار تشمل على؛ التهابات الجهاز التنفسي العلوي والتهاب الشعب الهوائية.  قد تشمل الآثار الجانبية الأخرى القوباء المنطقية. أما السلامة أثناء الحمل فهي غير واضحةبتاتا.  و هو جسم مضاد وحيد النسيلة يرتبط بمستقبل الإنترفيرون من النوع الأول ، مما يمنع نشاط الإنترفيرون من النوع الأول. 
تمت الموافقة عليه للاستخدام الطبي في الولايات المتحدة في عام 2021 و أوروبا في عام 2022.   في الولايات المتحدة تبلغ التكلفة حوالي 5000 دولار أمريكي للجرعة الواحدة اعتبارًا من عام 2022.  وهو غير متوفر تجاريًا في المملكة المتحدة اعتبارًا من عام 2022. 